# Nicholson Island, Nunavut
Nicholson Island är öar i Kanada.   De ligger i territoriet Nunavut, i den östra delen av landet, 1 300 km norr om huvudstaden Ottawa. Arean är 13,2 kvadratkilometer.
Terrängen på Nicholson Island är platt. Öns högsta punkt är 58 meter över havet. Den sträcker sig 7,4 kilometer i nord-sydlig riktning, och 4,1 kilometer i öst-västlig riktning.